# Virginia Prince

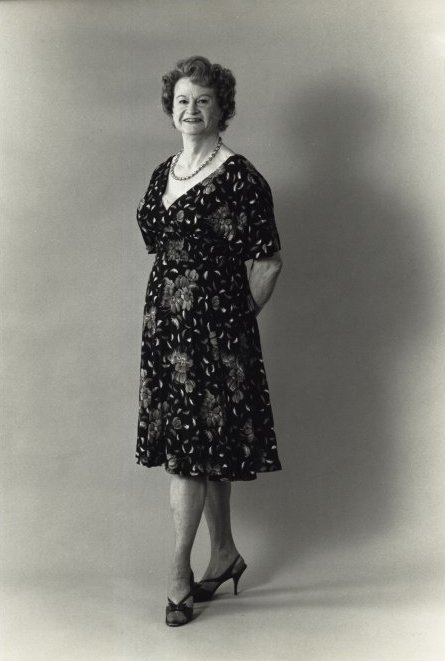

Virginia Charles Prince (* 23. November 1912 in Los Angeles; † 2. Mai 2009 ebenda) war eine US-amerikanische Transgender-Aktivistin, welche von 1960 bis 1980 das Magazin Transvestia herausgab und die Gesellschaft „Society for the Second Self for male heterosexual cross-dressers“ gründete. Sie schrieb auch unter dem Pseudonym Virginia Bruce.

## Leben

### Herkunft und Jugend
Prince wurde mit dem Namen Arnold Lowman am 23. November 1912 als Sohn eines Chirurgen und einer Immobilieninvestorin in Los Angeles, also in eine „angesehene Umgebung“ (“socially prominent”) hinein geboren. Im Alter von 12 Jahren begann Prince erstmals damit die Kleidung ihrer Mutter anzulegen. Während des Besuchs der High School intensivierte sie dies und ging so auch in die Öffentlichkeit. Hierbei stellte sie fest, dass sie sich problemlos und unerkannt als junge Frau bewegen konnte (siehe auch Passing). Dies erfuhr seinen Höhepunkt darin, dass sie mit 18 Jahren eine kirchlich veranstaltete Halloween-Party nicht nur als Frau gekleidet besuchen konnte, sondern sogar den Preis für das beste Aussehen gewann. Dies markierte „… die erste Gelegenheit, bei welcher Prince in freier Betrachtung noch vor anderen als girl wahrgenommen wurde …“.

### Ausbildung und Transitionsperiode
Ihre Veranlagung zum Transvestitismus lebte Prince noch nicht offen und dauerhaft aus, so wie sie es später tat. Jedoch änderte sich dies dank der Hilfe eines Psychologen, den sie im Alter von 30 Jahren aufsuchte, deutlich.
Trotz einer früheren Diagnose eines ungelösten Ödipuskonflikts vertraute sie dem Arzt an, dass sie sehr gerne Frauenkleidung trägt. Seine Antwort darauf war knapp und klar: „… lernen Sie sich zu akzeptieren, wie Sie sind und genießen Sie es.“
Prince würdigte diesen Psychologen, welcher sie darauf aufmerksam machte, dass es noch viele andere gibt, welche ein ähnliches „Problem“ haben, später damit, indem sie in ihrem ab 1960 erscheinenden Magazin Transvestia seine befreiende Einschätzung zu einem wiederkehrenden und bestimmenden Thema machte. Allerdings erschien sie zunächst in der Öffentlichkeit weiterhin vorwiegend als Mann.
Prince erhielt ihren Ph.D. in Pharmazie (siehe auch Doctor of Pharmacy) 1939 von der University of California (San Francisco). In dieser Zeit traf sie auch ihre Frau, welche sie 1941 heiratete und mit der sie einen Sohn hatte. Jedoch scheiterte die Ehe nach sieben Jahren „… wegen des Transvestitismus“. Die Nachricht, dass Prince wegen ihrer transvestitischen Veranlagung die Scheidung erhielt, schockte ihr sozial angesehenes familiäres Umfeld. Dieses drohte sie finanziell und sozial zu vernichten (“to disown her both financially and socially”), wenn sie nicht dafür Sorge trüge, dass dies nicht öffentlich würde. Jedoch erreichte die Nachricht letztlich doch die Medien.
Nachdem die Ehe geschieden war, kehrte Prince zur Universität zurück und begann als pharmakologische Forschungsassistentin und Dozentin zu arbeiten. Sie nutzte die Gelegenheit, jene (kleine) Auswahl an medizinischer Literatur zu verschlingen, die es an der Hochschule über Transvestitismus gab. Dies war auch die Zeit, in der Prince begann, den Namen Charles Prince zu nutzen, um ihre Herkunft aus einer bekannten Familie zu verschleiern. Der Name setzt sich zusammen aus dem ersten Vornamen ihres Vaters und ihrer Wohnadresse in der Prince Street. Der genaue Zeitpunkt, an dem Prince den Vornamen Virginia annahm, ist unbekannt, jedoch eine ihrer ersten Publikationen mit dem Namen Homosexuality, Transvestism and Transsexualism: Reflections on Their Etiology and Difference, erschienen 1957, ist bereits gezeichnet mit „C.V. Prince“.

### Das MagazinTransvestia

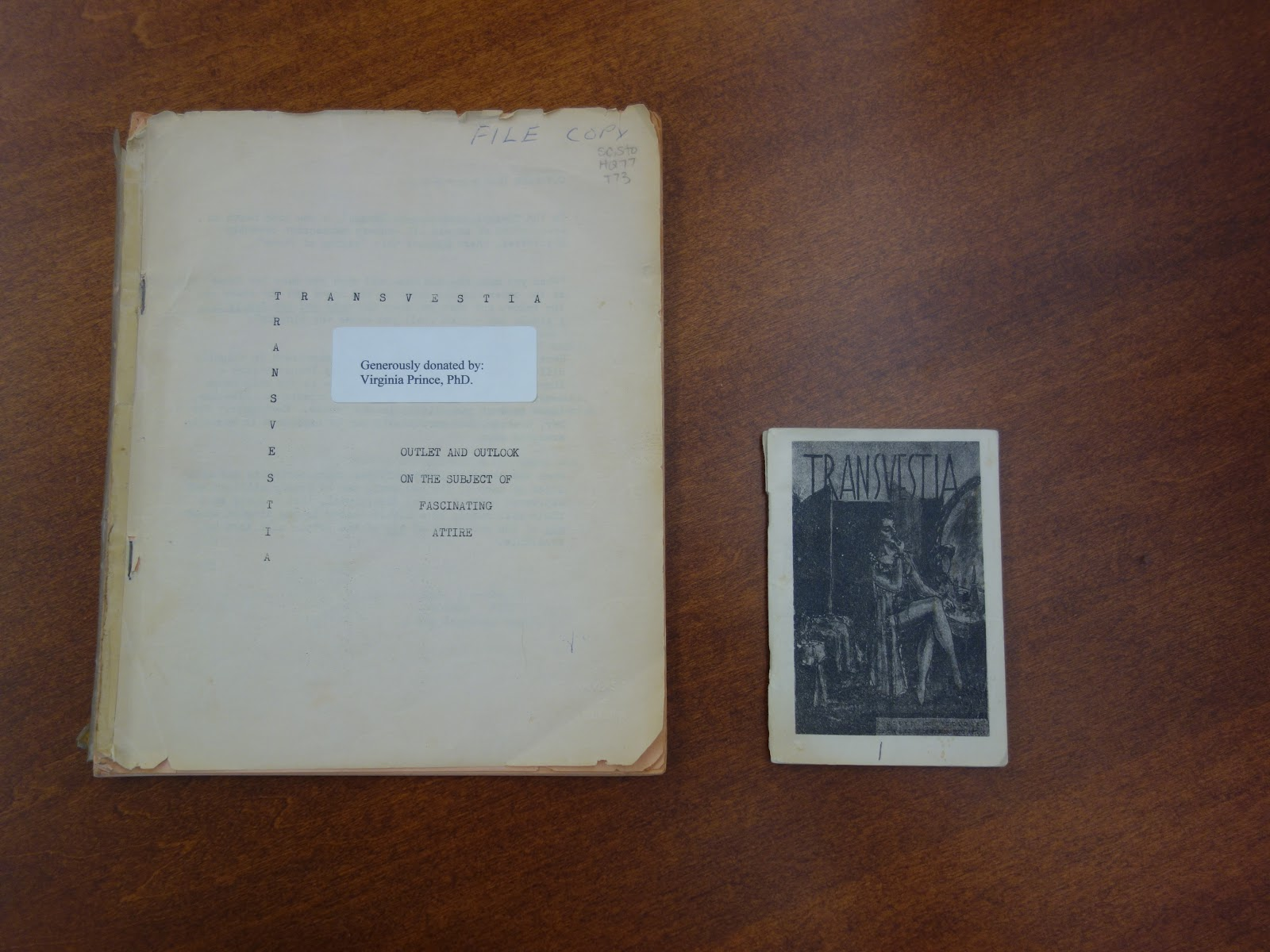
Einige Ausgaben von Transvestia. Das Magazin wurde sehr kleinformatiert produziert, um das Heft mit einer Hand oder Tascheneinschub vor neugierigen Blicken verbergen zu können.

1960 erschien die erste Ausgabe ihres Magazins Transvestia. Zur Anschubfinanzierung fand Prince 25 Spender, welche je vier Dollar gaben. Mit diesen 100 Dollar produzierte sie unter dem Verlagsnamen Chevalier Publication die erste Ausgabe und verkaufte sie an Abonnenten und Buchhandlungen mit Erwachsenenliteratur.
Transvestia erschien fortan zweimonatlich bis 1980 und kam so unter Prince’ Regie in diesen zwanzig Jahren auf 100 Ausgaben. Die anschließend in den Jahren 1980 bis 1986 noch erschienenen Nachfolgehefte wurden von Carol Beecroft (der zweiten Verlagsinhaberin) gestaltet. 1963 erschien der Klappentext “dedicated to the needs of the sexually normal individual who has discovered the existance of his or her ‘other side’ and seeks to express it.” („gewidmet den Bedürfnissen eines sexuell normal entwickelten Individuums, welches die Existenz seiner oder ihrer ‚anderen Seite‘ entdeckt hat und einen Weg sucht diese auszuleben.“) Anstatt sich auf ein Team von professionellen Autoren zu verlassen, sollte das Magazin „von seinen Leserinnen geschrieben“ werden, während es die Aufgabe von Virginia Prince war die Eingaben zu sichten und zu organisieren.
Über die Jahre kamen auch Leser aus dem Ausland hinzu, vornehmlich aus England, Skandinavien und Australien. Prince schrieb einen langen autobiografischen Artikel in der 100. und letzten Ausgabe von Transvestia im Jahre 1979. Diese Ausgabe war insoweit außergewöhnlich, da sie ausschließlich von Prince Werdung, Leben, Scheidung und die Arbeit an der Transvestia handelte.
Das Magazin orientierte sich auf drei Ziele: „Ausdrucksmöglichkeit zu geben für diejenigen, die sich für außergewöhnliche Kleidung und Mode interessieren; Informationen bereitzuhalten für diejenigen, die das kritisieren [‘condemn’] was sie nicht verstehen; Aufklärung für die zu geben, welche Böses [‘evil’] sehen, wo keines ist.“ Diese drei Ausrichtungen, sowie Unterhaltung und weitere Artikel wurden so gestaltet, um „zu ermöglichen, dass Leser in die Lage versetzt werden ihre Selbstakzeptanz und Seelenfrieden zu finden“. Transvestia bestand aus, von Lesern eingereichten, wahren und fiktionalen Geschichten, medizinischen oder psychologischen Wissensartikeln, wie auch persönlichen Erfahrungen der verschiedenen Phasen der jeweiligen Frauwerdung. Des Weiteren ein Frage- und Antwortbereich, eine Sektion nur für Ehefrauen, welche ermutigt werden sollen ihre Erfahrungen und Einschätzungen zum Crossdressingverhalten ihrer Partner mitzuteilen, Leserbriefe und aus Gründen eines sauberen Layouts wurden in die freien Bereiche über, unter oder neben den Artikeln kleine Nachrichten, Witze, Karikaturen und Gedichte eingefügt. Durch die fast ausschließlichen Leserbeiträge war Transvestia somit eines der frühesten Werke einer durch Crowdsourcing gestalteten Publikation.
Obwohl das Magazin 20 Jahre lang unterbrechungslos herausgegeben wurde, stand es zu Anfang unter keinem guten Stern. Prince erinnert sich in ihrer Autobiographie daran, dass die ersten Ausgaben kaum zu finanzieren waren, auch weil mit dem teuren Verfahren der Mimeographie gedruckt werden musste. Letztlich fand sie aber eine Druckerei, welche im Offset die Hefte preisgünstiger herstellen konnte und so wurde Transvestia doch noch ein wirtschaftlicher Erfolg.
Die Leserschaft bestand weitgehend aus Männern, weil nur sie mit ihren transvestitischen Veranlagungen von der Gesellschaft zurückgewiesen wurden oder zumindest große Schwierigkeiten hatten ihre Leidenschaft auszuleben. Transvestia wandte sich darum vornehmlich an diese, weil, im Gegensatz zu ihnen, gegengeschlechtlich kleidende Frauen nicht so sehr in der gesellschaftlichen Kritik standen.
Einer der Autorinnen von Transvestia war Susanna „Tito“ Valenti, welche ein New Yorker Landhotel namens Casa Susanna besaß. Dort waren zu Anfang der 1960er Jahre etliche Transvestiten zu Gast, die dort ungestört ihre Veranlagung ausleben konnten. Auch Prince war dort zu Gast.

### Terminologie
Durch ihre vielen Veröffentlichungen wurde Virginia Prince zu einer der Wegbereiter der Transgenderbewegung. Ihre lange Liste der Literatur, welche sich um die Bereiche Crossdressing und Transvestitismus dreht, wurzelte in ihrem Wunsch sich gegen Intoleranz und die gesellschaftliche Ablehnung sexueller Vielfalt aufzubegehren. Bemerkenswert war ihre, in ihrer 1967 veröffentlichten Publikation „The Expression of Femininity in the Male“ (zu deutsch etwa: ‚Der Ausdruck von Weiblichkeit im Männlichen‘, unter ihrem Pseudonym Virginia Bruce), strikte Zurückweisung der zu dieser Zeit verbreiteten Annahme, dass echte („true“) Transvestiten psychisch gestört seien.
In anderen Arbeiten verhalf Prince dem Begriff Transgender zur erhöhten Popularität:

„Virginia Prince […] prägte den Transgender-Begriff in den 1970er-Jahren in den USA. Sie lebte als Frau, ohne ihren ‚männlichen‘ Körper operativ verändern zu lassen, und fand ihre Lebensweise weder mit dem Begriff ‚Transvestit‘ noch mit dem der ‚präoperativen Transsexuellen‘ repräsentiert. Mit der Selbstbezeichnung ‚Transgenderist‘ grenzte sie sich von der Pathologisierung durch den medizinisch-psychiatrischen Diskurs ab: ‘We ain’t broken – so stop trying to fix us!’“

Prince behauptete zudem beharrlich, dass Transvestitismus sehr stark mit dem Geschlecht verbunden ist, dies im Gegensatz zu Sex oder Sexualität. Ihre Verwendung des Wortes „femmiphile“ nimmt Bezug auf die Annahme, dass der Begriff „Transvestit“ mittlerweile ohne Bedeutung sei, und sie so den Unterschied zu heterosexuellen Crossdressern hervorheben konnte, die sich weiblich kleiden, weil sie die Weiblichkeit in sich ausleben möchten. Im Gegensatz zu Homo- oder Transsexuellen, welche, so ihre Auslegung, dies aus anderen Gründen tun.
Obwohl Prince der Begriff Androgynie bewusst war (so schrieb sie in ihrer Autobiographie in der 100. Ausgabe von Transvestia „… ihr eigenes Ding zu leben, was auch immer es sei …“), bevorzugte sie den Terminus gynandrisch. Dies weil, so erklärte sie, „Charles immer noch in ihr wohne, aber […] das Feminine ist [ihr] wichtiger als das Maskuline.“ Princes Idee eines „wahren Transvestiten“ sollte klar getrennt sein von den Homosexuellen und damals so bezeichneten Transsexuellen, weil die wahren Transvestiten „ausschließlich heterosexuell sind“ und „die Werte eines Transvestiten seine männlichen Organe sind, welche er lustvoll nutzt [‘enjoys using them’] und kein Verlangen verspürt diese zu entfernen.“

### Tod
Virginia Prince starb am 2. Mai 2009 im Alter von 96 Jahren in ihrer Heimatstadt Los Angeles.

## Kritik
Zu Beginn der 1970er Jahre kam seitens der Transgenderszene, der Schwulen und auch Teilen der Frauenbewegung Kritik an Prince’ Näherungen zu Crossdressing und Transvestitismus auf. Ebenso standen ihre befürwortenden Ansichten zur konventionellen Ehe und einem traditionellen Familienverständnis zur Kontroverse, wie auch ihre Festlegung traditioneller, stereotyper Geschlechterrollen. Zudem wurde ihr Versuch Transsexuelle, Homosexuelle oder Fetischisten bei ihrem Bemühen das Crossdressing in die Gesellschaft zu holen, auszuschließen, ebenfalls scharf kritisiert.